# Урбатагирк
Урбатагирк (арм. Ուրբաթագիրք) — первая армянская печатная книга. Дословно «Книга пятницы». Издал Акоп Мегапарт в Венеции в 1512 году. Состоит из 124 бумажных страниц и 4 иллюстраций. Издана на двух цветах — черном и красном. Вид письма (шрифта) «Шхагир».
Сборник верований и врачеваний – «Урбатагирк» – содержал рифмованные молитвы, «рецепты» от сглаза и порчи, молитвенные заклинания. Рукописные «урбатагирки» имели хождение в народе задолго до Акопа Мегапарта и были предметом почитания. Верующие уповали на целительную силу рукописи настолько, что даже не знавшие грамоты заучивали тексты молитв на слух и передавали из уст в уста.
Воздавая должное преклонению народа перед священной рукописью, Акоп Мегапарт сохранил ее название. 
Название эти сборники получили от слова «урбат» (пятница): именно по пятницам больных водили в церковь и читали молитвы для их излечения. Пятница — день сотворения человека, и день распятия Сына человеческого, поэтому имеет двойственный характер: пятница одновременно символизирует и благодеяние, и злодеяние, она усиливает воздействие молитв, имеет важную роль в религии: в церковных святцах пятница посвящена Святому Кресту, который символизирует Христа.
Помимо молитвенных текстов Мегапарт включил в свой сборник 41-ю главу «Книги скорбных песнопений» поэта-философа X века Григора Нарекаци, «Ахотк» («Молитву») Святого Киприана Антиохийского, приложив к ней историю его злодеяний в период поклонения языческим идолам и сатане (далее описано принятие им христианства и совершенные в новой вере чудеса). В книгу также вошла история Святой Иустины вкупе с несколькими поучительными эпическими беседами.